# Hätähuuto
Hätähuuto è un singolo del rapper finlandese Brädi, tratto dall'album III e pubblicato nel 2014 dalla casa discografica Rähinä Records. Toni Wirtanen partecipa cantando il ritornello del brano.
Il singolo è entrato nelle classifiche finlandesi raggiungendo la terza posizione nella classifica dei singoli più venduti e la sesta posizione nella classifica dei singoli più venduti.
Il 28 luglio 2014 il singolo è diventato disco d'oro in Finlandia, il primo per Brädi.
Un video musicale del brano è stato girato e pubblicato sull'account della casa discografica su YouTube il 20 febbraio 2014. Il video è stato girato da Thomas Taisto e Tom Hakala.

## Tracce
CD
1. Hätähuuto (feat. Toni Wirtanen) – 3:34 (H. Lanz, K. Härkönen, T. Wirtanen)

Download digitale
1. Hätähuuto (feat. Toni Wirtanen) – 3:33 (H. Lanz, K. Härkönen, T. Wirtanen)

## Classifiche
| Classifica           | Massima posizione |
| -------------------- | ----------------- |
| Finlandia            | 3                 |
| Finlandia (download) | 6                 |
| Finlandia (radio)    | 17                |